# Alant
Alant (Alantse, Alantsee) – polski herb szlachecki, pochodzący z nobilitacji.

## Opis herbu

### Opis historyczny
Juliusz Ostrowski blazonuje herb następująco:

Na tarczy ściętej pole górne złote, w dolnem błękitnem, lub koloru wody, ryba-głowacz (niem. Alant). Nad tarczą hełm.

### Opis współczesny
Opis skonstruowany współcześnie brzmi następująco:
Na tarczy dwudzielnej w pas w polu dolnym błękitnym ryba głowacz srebrna, pole górne złote.
Hełm pozbawiony korony. W klejnocie pół lwa złotego między dwoma rogami, z prawej złotym, z lewej błękitnym, trzymającego tłuczek moździerza aptekarskiego złoty.
Labry herbowe błękitne, podbite złotem.

## Geneza
Jan Alantse, mieszczanin płocki, 1 sierpnia 1530 roku otrzymał szlachectwo wraz z herbem od cesarza SIR, Karola V Habsburga. 17 stycznia 1569 roku, król Zygmunt August potwierdził nadanie herbu i szlachectwa dla synów Jana Alantsea; Mikołaja i Pawła. Słowo „Alant” po niemiecku oznacza głowacza, rybę znajdującą się w herbie Alant.

## Herbowni
Herb ten był herbem własnym, toteż do jego używania uprawniony jest tylko jeden ród herbownych:
Alantse (Alantsee)